# Friedrich Wilhelm Grimme

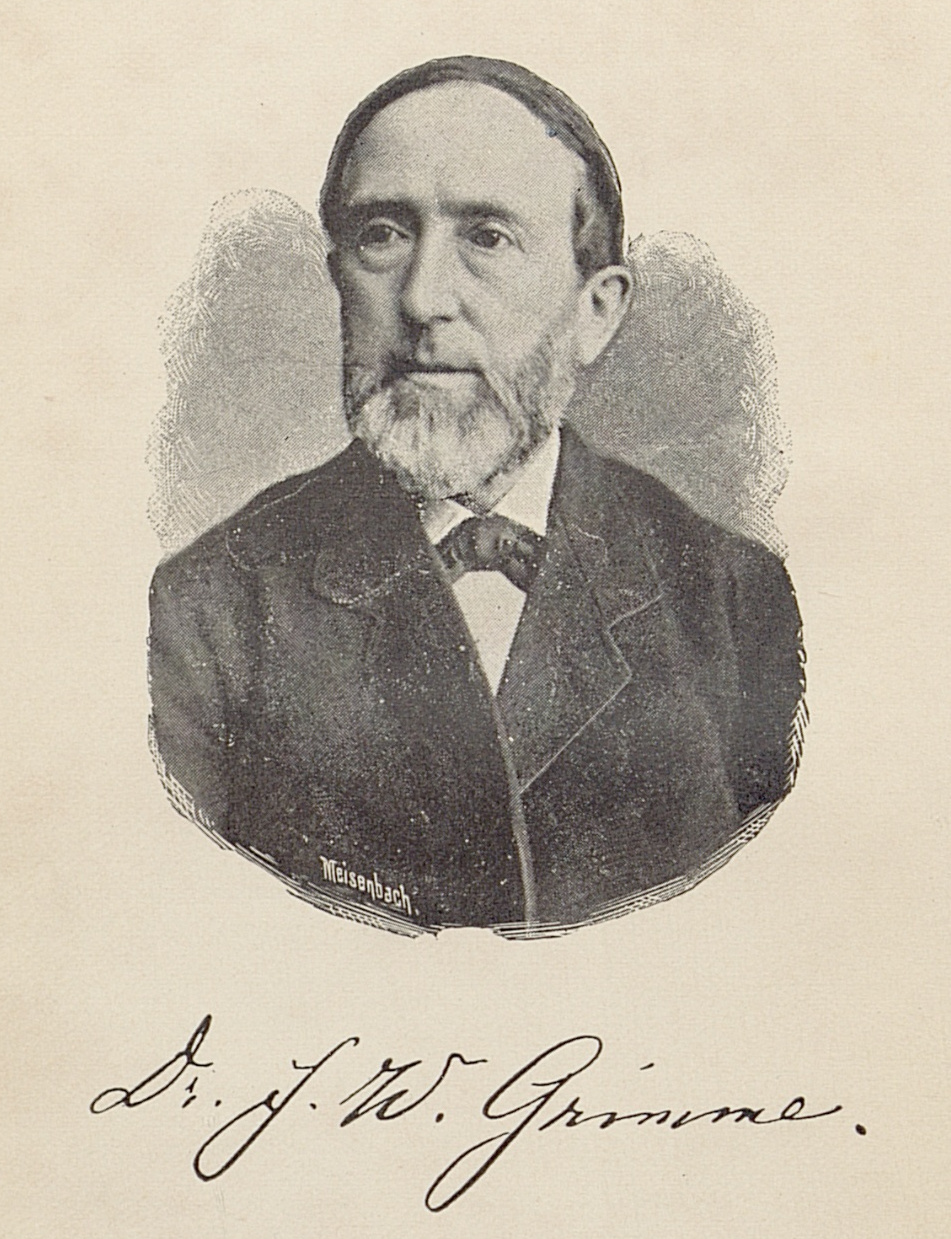
Friedrich Wilhelm Grimme

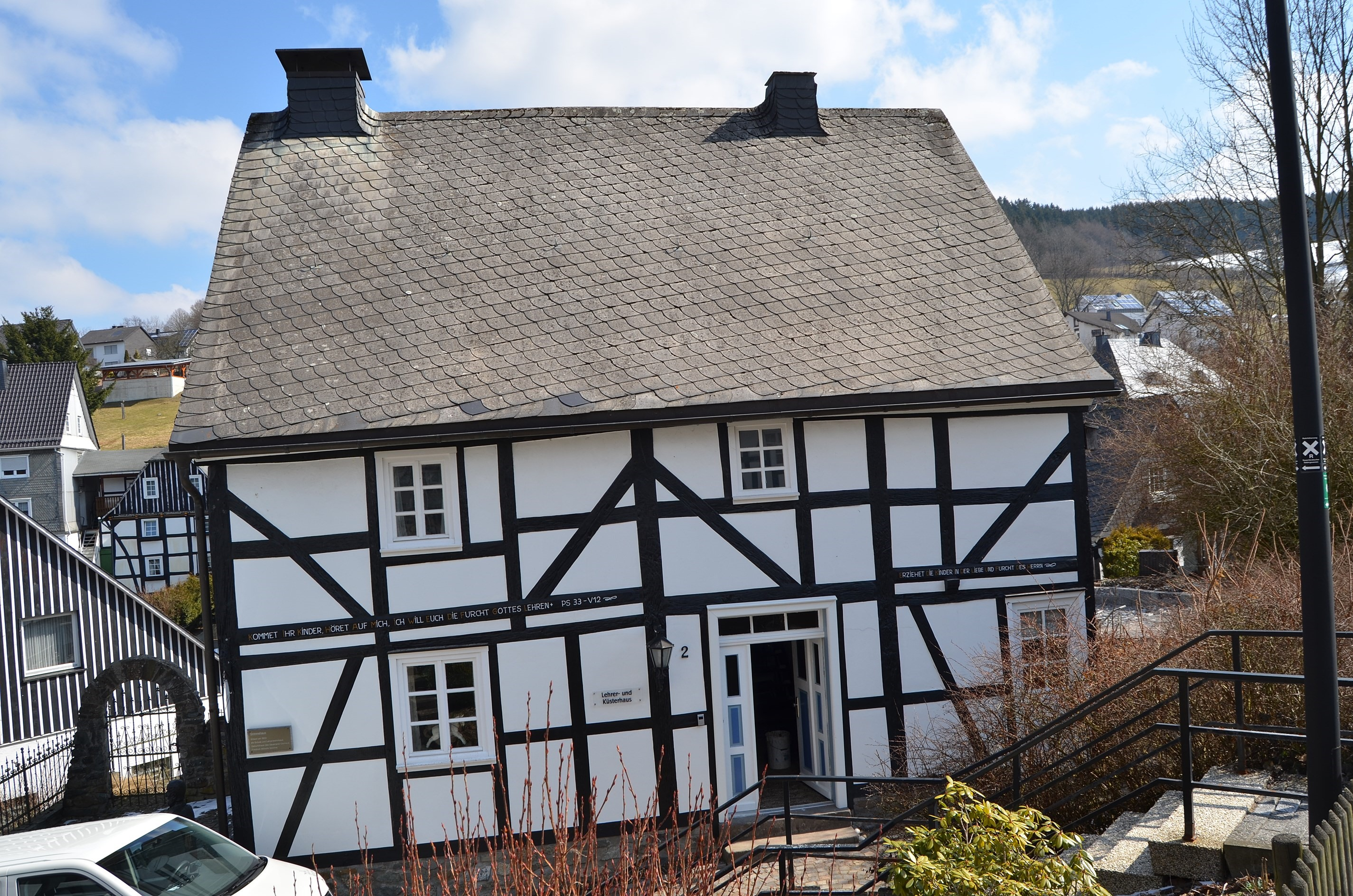
Geburtshaus

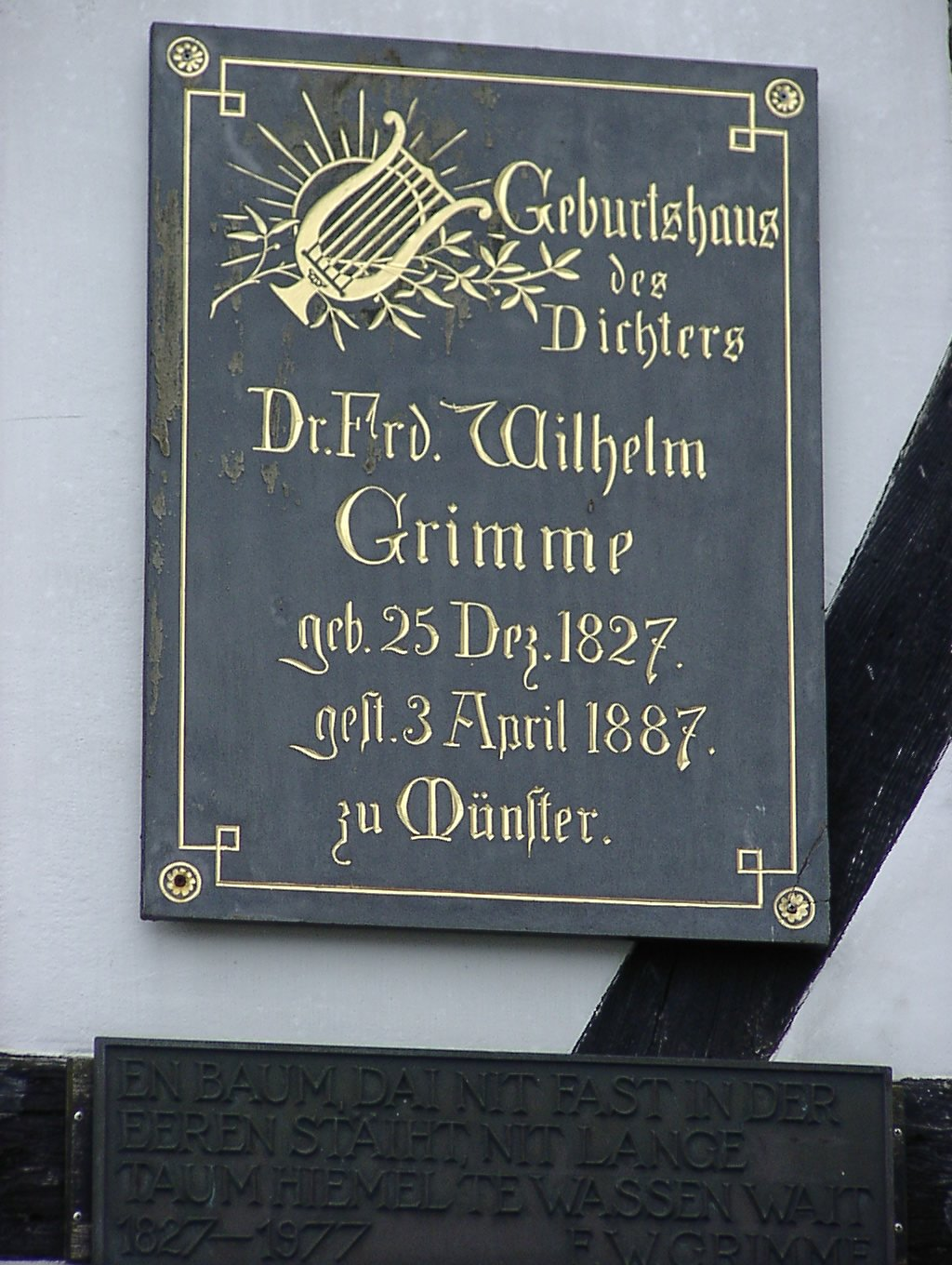
Tafel am Geburtshaus

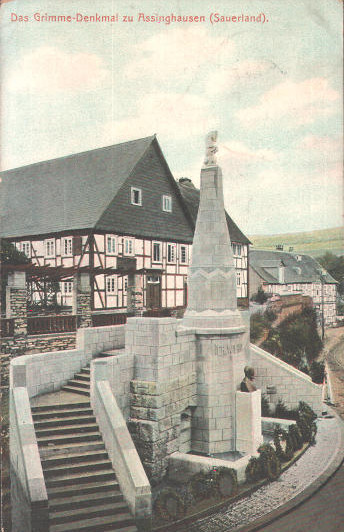
Grimme-Denkmal in seinem Geburtsort um 1910

Friedrich Wilhelm Grimme (Pseudonym: Strunzerdäler; Sprickeln-Mann; Spöne-Mann) (* 25. Dezember 1827 in Assinghausen (Sauerland), Provinz Westfalen; † 3. April 1887 in Münster) war ein deutscher Schriftsteller, Schulleiter, Heimatdichter und Botaniker.

## Leben
Friedrich Wilhelm Grimme wurde als Sohn eines Dorfschullehrers im alten Schulhaus in Assinghausen (heute Olsberg) geboren. Sein Vater und der Pastor des Dorfes unterrichteten ihn privat. Er besuchte zunächst das Progymnasium in Brilon und legte 1847 am Laurentianum in Arnsberg die Reifeprüfung mit Auszeichnung ab. In diese Zeit datiert auch die Freundschaft mit Joseph Pape, der ihn dem Kreis von Christoph Bernhard Schlüter vorstellte.
1847 nahm Grimme an der Akademie in Münster (Westfalen) das Studium der Theologie sowie der alten und der neuen Philologie auf, gab die Theologie jedoch nach zwei Semestern wieder auf. 1847 gehörte er zu den Mitgründern der katholischen Studentenverbindung KDStV Sauerlandia Münster im CV. Grimme litt schon seit der Schulzeit unter gesundheitlichen Problemen und musste im Jahr 1850 seine Vorbereitungen in das Elternhaus verlegen. 1852 wurde er Gymnasiallehrer für die Fächer Latein, Griechisch, Deutsch und Geographie am Arnsberger Gymnasium. Er wechselte 1854 als Hilfslehrer nach Brilon, 1855 an das Münstersche Gymnasium Paulinum und 1856 als ordentlicher Lehrer an das Paderborner Gymnasium Theodorianum. In den 16 Jahren in Paderborn entstanden die wichtigsten Werke Grimmes.
1872 wechselte Grimme als Direktor an das Königlich-Katholische Gymnasium in Heiligenstadt im thüringischen Eichsfeld. Er war auch als Komponist tätig, vor allem von Werken der Kirchenmusik, sowie als Bryologe (Mooskundler) und als botanischer Autor.
1885 wurde Grimme emeritiert; er ließ sich wieder in Münster nieder, wo er am 2. April 1887 verstarb. Sein Grab befindet sich auf dem Zentralfriedhof in Münster.

## Familie
Friedrich Wilhelm Grimme hatte elf Kinder. Vier seiner Söhne waren:
- der Semitist Hubert Grimme
- der Aachener Kunsthistoriker, Altphilologe, Germanist und Heimatforscher Gustav Grimme, dessen Sohn der Kunsthistoriker Ernst Günther Grimme ist
- Clemens Grimme, dessen Enkel der Autor und Verleger Matthias T. J. Grimme ist
- Meinulf Grimme, Buchhändler in Hamburg

## Ehrungen
1875 wurde er mit dem königlichen Roter-Adler-Orden IV. Klasse und der Ehrendoktorwürde  der Akademie in Münster ausgezeichnet.
Der Friedrich-Wilhelm-Grimme-Weg, ein 84 Kilometer langer Wanderweg des Sauerländischen Gebirgsvereins (SGV) und eine vom Landschaftsverband Westfalen-Lippe eingerichtete Kulturroute, wurde nach ihm benannt, außerdem die Gattung Grimmeodendron aus der Familie der Wolfsmilchgewächse.

## Schriften
Werkausgabe
- Ausgewählte Werke; 3 Bde., hg. v. Wilhelm Uhlmann-Bixterheide, Dortmund (Ruhfus) 1920 f. (Die geplanten Bände 4–6 wurden nicht mehr aufgelegt):
  - Bd. 1: Erzählungen und deutsche Weisen
    - Blümlein der Andacht, S. 1–55
    - Man soll keinen Jungen ersäufen, S. 56–79
    - Ein Stern auf dem Herzen, S. 80–150
    - Menschen machen's selten gut, S. 151–216
    - Der Stationenberg, S. 217–279 (und diverse Weisen)

  - Bd. 2: Suerländsk Platt, Druck und Verlag von Fr. Wilh. Ruhfus, Dortmund 1921
  - Bd. 3: Leben und Heimat
    - Memoiren eines Dorfjungen, S. 1–28
    - Memoiren eines Dorfjungen. Neue Folge, S. 29–57
    - Friedrich Wilhelm Grimme. Biographisches in Bildern, von Hubert Grimme
    - Ein Frühlingskranz aus den Briefen von Friedrich Wilhelm Grimme an seine Braut Emilie Düser. 1853–1858, S. 83–114
    - Das Sauerland und seine Bewohner, 7 Tle., S. 115–252
- Flora von Paderborn. Schöningh, Paderborn 1868
- Ausgewählte Werke. Herausgegeben von Gisela Grimme-Welsch. Aschendorff, Münster 1983
- Lesebuch Friedrich Wilhelm Grimme. Zusammengestellt und mit einem Nachwort von Peter Bürger. Aisthesis, Bielefeld 2019 (Nylands Kleine Westfälische Bibliothek 85). ISBN 978-3-8498-1363-5